# 무기질

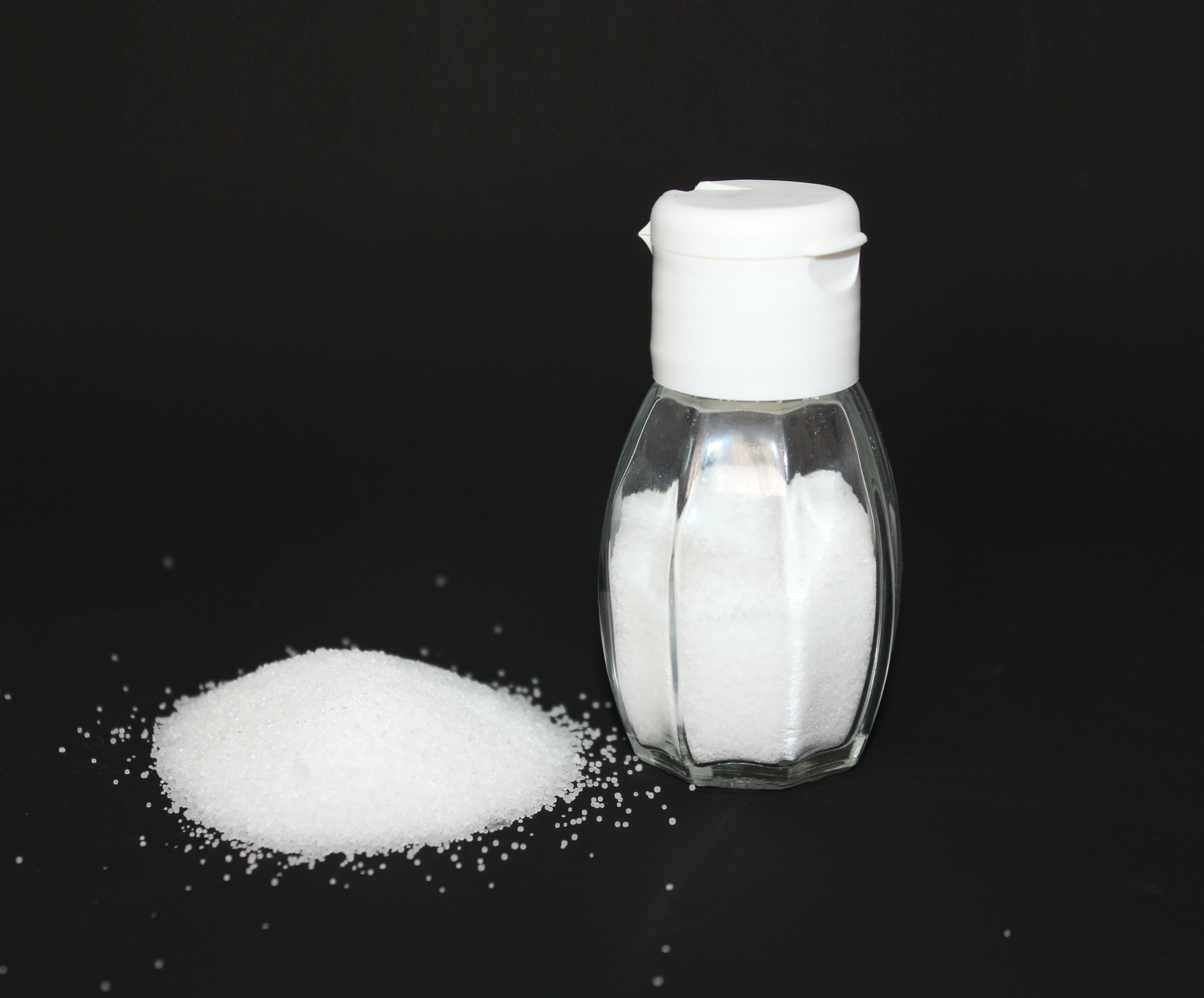

무기질(無機質)은 소량이 필요하지만 생명과 건강을 유지하는 데 필수적인 영양소로서, 뼈와 치아의 형성, 체액의 산-염기 항상성과 수분 평형에 관여하며, 신경 자극 전달 물질, 호르몬의 구성 성분 등으로 쓰인다. 지질학과 광물학에서 무기염류(無機鹽類) 또는 미네랄(영어: mineral)이라고도 한다.

## 종류

### 칼슘
칼슘(Ca)은 뼈와 치아를 형성하는 주성분으로, 무기질 중 체내에 가장 많이 들어 있으며, 체중의 약 2%를 차지한다. 그 중의 99%는 뼈와 치아의 석회화에 참여하고, 1%는 체액에 이온 상태로 존재하면서 근육 수축, 혈액 응고를 돕는다. 우리 몸의 칼슘 농도는 일정하게 유지되고 있다. 칼슘은 우유 및 유제품, 뼈째 먹는 생선, 해조류, 녹색 채소 등에 많이 들어 있다. 특히 우유는 칼슘의 우수한 급원 식품으로서 우리 몸에서 흡수되기 좋은 형태로 들어 있고, 우유의 비타민 D나 젖당은 칼슘의 흡수를 도와 주므로, 우유를 매일 마시는 식습관을 가지는 것이 좋다. 반면에 칼슘을 유기산과 함께 먹으면 녹지 않는 염이 형성되어 칼슘 섭취가 부족하면 어린이는 골격의 석회화가 부진해지고, 성인에게는 골다공증과 골연화증이 나타날 수 있다.

### 인
인(P)은 체내에서 칼슘 다음으로 함량이 높으며, 그 중 80%는 칼슘과 결합하여 뼈와 치아를 구성하고, 나머지 20%는 혈액과 체액에 존재하면서 산·염기 평형을 유지시킨다. 또 세포 내의 핵단백질을 구성하며, 에너지 발생 과정에 관여한다. 칼슘과 인은 서로 연관되어 흡수에 영향을 주는데, 칼슘과 인의 섭취 비율이 1:1 정도인 것이 가장 좋다. 우유, 견과류, 어육류, 유제품, 곡류 등에 많이 함유되어 있다.

### 철
철(Fe)은 우리 몸에는 모두 합하여 3-4g의 작은 못 1개 정도가 되는 소량이 들어 있다. 철은 혈액 내의 산소 운반을 담당하는 헤모글로빈을 만드는 데 필수적인 무기질이다. 철이 많이 들어 있는 식품으로는 간·달걀 노른자·살코기·진한 녹색 채소·해조류·노란콩 등이 있다. 철의 흡수율은 매우 낮아 건강한 성인의 경우 섭취한 철의 10% 정도만 흡수된다. 비타민 C를 섭취하면 식물성 식품의 철 흡수율이 높아진다. 일단 흡수된 철은 혈액의 손실이 있는 경우 외에는 우리 몸에서 재사용되며 배설되지 않는다. 철이 부족하면 쉽게 피로해지며, 성장이 지연되고, 숨이 가빠지며, 빈혈 증상이 나타난다.

### 아연
아연(Zn)은 필수미량영양소로 핵산과 단백질 대사와 관련있는 무기질 성분이다. 성장과 면역기능, 상처의 회복 등을 촉진한다. 이 아연이 결핍되면 생식기 발달이 저하되고, 기타 신체기능 저하 등의 부작용이 올 수 있다. 주로 동물성 식품에 풍부하며, 쇠고기, 굴, 새우 등 패류는 아연의 훌륭한 공급원이다.

### 나트륨(소듐)
나트륨(Na)은 혈액에 주로 존재하며, 체액의 양과 삼투압을 조절하는 중요한 무기질이다. 그러나 우리 몸에서 필요로 하는 양보다 훨씬 많은 양의 나트륨을 섭취하면 이것을 희석시키기 위해 수분을 많이 보유하게 되므로 고혈압이 되기 쉽다. 한국에서는 소금으로 하루에 10g 정도 섭취하도록 권장하고 있다. 따라서 음식의 간을 싱겁게 하고, 젓갈이나 소금에 절인 생선 등을 많이 먹지 않으며, 나트륨 함량이 높은 화학 조미료나 가공 식품의 이용도 절제해야 한다.

### 아이오딘(요오드)
우리 몸에는 아이오딘(I)이 20-30mg 들어 있는데, 갑상선에 가장 많은 양이 들어 있다. 아이오딘은 갑상선 호르몬인 티록신을 형성하여 세포 내의 에너지 대사를 조절하고, 산모의 모유 분비를 돕는다. 부족되면 갑상선 기능에 이상이 와서 갑상선종이 된다. 다시마·김·미역 등 해산물에 많이 들어 있다.

## 같이 보기
- 광물
- 영양소
  - 다량영양소 (macronutrient)
  - 미량영양소 (Micronutrient)